# Ambasada RP w Hawanie
Ambasada Rzeczypospolitej Polskiej w Hawanie (hiszp. Embajada de la República de Polonia en La Habana) – polska misja dyplomatyczna w stolicy Kuby, w dzielnicy Vedado.

## Historia
Stosunki dyplomatyczne Polska i Republika Kuby nawiązały w 1933. Od 1934 w Hawanie istniał Konsulat kierowany przez konsula honorowego Karola Sachsa. Poselstwo RP w Hawanie rozpoczęło działalność w 1942. Pierwszym posłem został Roman Dębicki. Po 1945 obie placówki zakończyły działalność, a Dębicki pozostawał chargé d’affaires, rezydując w Stanach Zjednoczonych. Kuba nie uznała Tymczasowego Rządu Jedności Narodowej. Do 1959 utrzymywała stosunki z rządem RP w Londynie. Polska Rzeczpospolita Ludowa i Republika Kuby nawiązały stosunki dyplomatyczne na szczeblu ambasad w 1960.

## Struktura placówki
- Referat Polityczno-Ekonomiczny
- Referat ds. Konsularnych, Polonii i Administracyjno-Finansowych